# Fliegerass
Fliegerass ist ein Jargonausdruck der Fliegersprache für einen Kampfpiloten, der bei Jagdeinsätzen mindestens fünf feindliche Militärflugzeuge abgeschossen hat.

## Begriffsherkunft
Der Begriff Ass wurde erstmals 1915 in der französischen Presse mit fähigen Piloten assoziiert. Erstmals wurde Adolphe Pégoud kurz nach seinem Tod als „l’as de notre aviation“ bezeichnet. Der frühere Kunstflieger Pégoud hatte im Ersten Weltkrieg im Luftkampf sechs gegnerische Flugzeuge abgeschossen. Zuvor war bereits Roland Garros für seine schließlich fünf Abschüsse im April 1915 als Held gefeiert worden. Der Begriff Ass wurde im Französischen schnell populär, sodass die französischen Luftstreitkräfte Regeln festlegten, wonach nur Piloten mit mindestens fünf Abschüssen so bezeichnet werden sollten. Im Deutschen fand der Begriff erst nach dem Krieg Verwendung. Jedoch wurden Piloten wie Max Immelmann, der schon im Oktober 1915 mit fünf Abschüssen als Fliegerheld anerkannt wurde, in der Kriegspropaganda eingesetzt. Immelmanns Luftsiege wurden beispielsweise in Kurzfilmen nachgestellt, um die deutsche Überlegenheit zu demonstrieren. Üblich während der Kriegszeit war auf deutscher Seite der Begriff „Kanone“, der allerdings nicht nur auf Jagdflieger, sondern allgemein auf herausragende Flugzeugführer angewandt wurde.

## Verwendung des Begriffes und Kriterien
Seit dem Aufkommen von Jagdflugzeugen im Jahr 1915, und nach der Einführung starr nach vorne gerichteter Bordbewaffnung, stehen Piloten, die nun gleichzeitig Steuernde und Bordschützen sind, im Blickfeld der Propaganda. Teilweise wurde die Tradition der romantischen Heldenverklärung des Mittelalters auf die „Ritter der Lüfte“ übertragen. Tatsächlich wurden die ersten militärischen Kampffliegereinheiten aus Kavallerieeinheiten gebildet und übernahmen deren Verbandsbezeichnungen wie Rotte, Staffel und Geschwader. Die Übernahme ritterlicher Tugenden in eine Zeit des industrialisierten Krieges entsprach offenbar dem Bedürfnis, der entmenschlichten modernen Kriegsführung etwas entgegenzusetzen. Nicht selten wurden Luftkämpfe als fairer Zweikampf dargestellt, bei dem der zur Gegenwehr weniger fähige Gegner pardoniert wurde.
Solche Darstellungen, wie zum Beispiel der von Ernst Udet beschriebene Luftkampf gegen Georges Guynemer 1917, hielten zwar der historischen Prüfung nicht stand, wurden aber von der Presse und der Filmindustrie der Zwischenkriegszeit aufgenommen.
Im englischen, französischen und italienischen Sprachgebrauch hielt sich der Begriff fighter ace (englisch), as (französisch) oder Asso dell’aviazione (italienisch) für Jagdpiloten, die mindestens fünf Abschüsse, in Frankreich auch Beteiligungen an Abschüssen, verbuchen konnten.
Die Art der Anerkennung von Abschüssen waren von Land zu Land verschieden. Während für die deutsche Luftwaffe eine strenge „Ein Pilot – ein Abschuss“-Regel galt, konnte bei alliierten Luftwaffen auch Anteile an einem Abschuss (engl.: kill) zuerkannt werden. Neben Einsatzberichten, Aussagen von Beobachtern, Bordkameras oder Schießkameras galt unter Umständen auch das Ehrenwort des Piloten.
Die japanischen Luftstreitkräfte verzichteten ab 1943 auf individuelle Anerkennung von Abschüssen, die sowjetischen Luftstreitkräfte unterschieden zwischen individuellen und kollektiven Abschusserfolgen.
Die meisten individuellen Abschüsse der Geschichte erzielte der Deutsche Erich Hartmann, dem im Zweiten Weltkrieg 352 Abschüsse zuerkannt wurden.
In der Zeit des Nationalsozialismus wurden Fliegerasse innerhalb der Luftwaffe als „Experten“ bezeichnet, wobei die Anzahl der bestätigten Abschüsse in ein Punktesystem einfloss, welches für die Verleihung von Auszeichnungen und für Beförderungen relevant war. Bekannte deutsche Jagdpiloten wurden für Propagandazwecke benutzt. Fliegerasse wurden von der nationalsozialistischen Propaganda vor allem Jugendlichen von 12 bis 13 Jahren als Imponierfiguren angeboten; bei ihnen waren daher Porträtzeichnungen der Fliegerasse weit verbreitet.
Die Veröffentlichung der Abschusszahlen des Gegners und der eigenen Kräfte durch die Presse, beispielsweise während der Luftschlacht um England, wurde von den Luftstreitkräften toleriert, jedoch nicht präzisiert.
Das Bekanntwerden von Abschusszahlen der Gegner oder der eigenen Kameraden führte mitunter zu der Auffassung, dass die Piloten einen sportlichen Wettkampf bestritten. Der an individuellen Abschusszahlen gemessen erfolgreichste Jagdflieger der Royal Air Force, James Edgar Johnson, rechtfertigt sich in seinem autobiografischen Buch Wing Leader zu Verdächtigungen, er hätte sich zu Lasten seiner Einheit zu sehr um seine Abschusszahl gekümmert. Durch das von der Presse betriebene Heroisieren kam es bei den Alliierten Luftstreitkräften teilweise zur Entsolidarisierung mit anderen Bestandteilen der Streitkräfte. Bomberbesatzungen fühlten sich teilweise im Lichte der Öffentlichkeit zu wenig beachtet, es entstand der Spruch: „Fighter pilots make movies, bomber pilots make history.“ (Deutsch: „Jagdflieger machen Kinofilme, Bomberpiloten machen Geschichte.“).
Ein berühmter französischer Jagdflieger berichtete schockiert über Beschimpfung durch Gäste eines Pariser Cafés nach Kriegsende. Er hätte sich aus dem Staub gemacht und den „feinen Herren“ gespielt, während seine Landsleute im Widerstand kämpften und starben.
Tatsächlich war die Aussicht auf Überleben für Flugzeugbesatzungen gering. Über 60 % aller Besatzungen fanden den Tod, nur die Besatzungen deutscher U-Boote hatten eine höhere Verlustrate. Um Müdigkeit und Erschöpfung zu bekämpfen, wurden sowohl von den Alliierten als auch von den Achsenmächten den Piloten Amphetamine mit der Absicht der Leistungssteigerung bis hin zum Missbrauch verabreicht. In Deutschland wurde Pervitin (Wirkstoff: Methamphetamin) in großen Mengen der Wehrmacht zur Verfügung gestellt. Bei der Luftwaffe wurde Pervitin als „Stuka-Tabletten“, „Hermann-Göring-Pillen“ und „Fliegermarzipan“ bezeichnet.

## Nach 1945
In einer Reihe von Kriegen nach 1945 wurden mehreren Piloten verschiedener Länder über fünf persönliche Abschusserfolge zuerkannt. Die Bedeutung des Begriffes „Fliegerass“ und der damit verbundene Mythos wurde aber mit Einführung von Lenkwaffen zusehends abgeschwächt. Auch liegt es nicht im Sinne der Streitkräfte, Racheakte an Kriegshelden durch deren namentliche Nennung zu fördern.
Öffentliches Andenken an deutsche Jagdpiloten im Zweiten Weltkrieg, etwa in Form von Kranzniederlegungen durch Veteranenvereine, dient mitunter als Plattform für Geschichtsrevisionisten und Neonazis und führt zu dementsprechenden Kontroversen, etwa in Österreich im Falle von Walter Nowotny.